# Parafia Nawiedzenia Najświętszej Maryi Panny w Grudyni Wielkiej
Parafia Nawiedzenia Najświętszej Maryi Panny w Grudyni Wielkiej – parafia rzymskokatolicka, znajdująca się w diecezji opolskiej, w dekanacie Gościęcin.